# Microid Z
Microid Z (japanisch ミクロイドZ) ist eine Manga-Serie von Osamu Tezuka, die 1973 in Japan erschienen ist. Im gleichen Jahr erschien eine Anime-Adaption von Studio Toei Animation. Die Anime-Adaption ersetzte den Buchstaben „Z“ durch ein „S“, um dem Anfangsbuchstaben des Sponsors der Show Seiko zu entsprechen. Die 25 Minuten langen Folgen wurden am 7. April 1973 von TV Asahi in Japan ausgestrahlt.

## Inhalt
Yanma, Ageha und Mamezō sind Microids. Sie können sich in kleine insektenartige Wesen verwandeln und müssen die Gidrons aufhalten. Die Gidrons sind intelligente Insekten, die moderne Technologien entwickelt haben. Die Gidrons bauen eine riesige Station tief unter der Wüste von Arizona in Amerika auf und sie planen eine Invasion, damit sie die Oberfläche bewohnen können. Die drei Helden müssen die bösen Pläne der Gidrons verhindern und die Menschheit retten.

## Veröffentlichung
Der Manga erschien 1973 im Magazin Shūkan Shōnen Champion beim Verlag Akita Shoten. Dieser brachte die Kapitel ebenfalls gesammelt in 3 Bänden heraus.

## Animeserie
Bei der Produktion von Toei Animation führte Masayuki Akehi Regie. Das Drehbuch schrieb Masaki Tsuji. Goh Misawa komponierte den Soundtrack der Serie. Für den Vorspann verwendete man das Lied Microid S, für den Abspann Yanma Da, Ageha Da, Mamezou Da, beide gesungen von Youngstars.

### Synchronisation
| Rolle      | japanischer Sprecher (Seiyū) |
| ---------- | ---------------------------- |
| Yanma      | Makio Inuoe                  |
| Ageha      | Hiroko Suzuki                |
| Mamezō     | Machiko Soga                 |
| Dr. Midoro | Yasuaki Suzuki               |
| Gidron     | Ichirō Nagai                 |